# Verdana
Verdana — шрифт, який був розроблений 1996 року художником Меттью Картером (англ. Matthew Carter) для корпорації Microsoft. Особливістю Вердани є відсутність зарубок букв і їхній збільшений розмір за рахунок зменшення міжрядкового інтервалу. З 1996 він входить у всі версії Microsoft Windows та Mac OS. Шрифт також входить в безкоштовний пакет Corefonts, який можна використовувати в інших операційних системах. Verdana не має засічок, а літери збільшені за рахунок зменшення міжрядкового інтервалу, тому шрифт добре читається і при маленькому розмірі. Ця властивість привела до великого поширення використання шрифту на вебсторінках.

## Цікавий факт
Дослідники з Лабораторії зорової ергономіки США назвали комп'ютерний шрифт Verdana найбезпечнішим для зору. Як вважають вчені, при читанні текстів, набраних шрифтом Verdana, очні м'язи відчувають найменше напруги. Це допомагає уникнути короткозорості і синдрому комп'ютерного зору, що виникає у людей, які багато часу проводять за комп'ютером. Також вчені відзначили, що оптимальний для очей розмір екранного шрифту — 10-12 пунктів.